# Hrabstwo Allen (Ohio)

Piramida wieku hrabstwa

Hrabstwo Allen – położone w USA w stanie Ohio. Założone 1 marca 1820 roku. Siedziba hrabstwa znajduje się w mieście Lima.

## Miasta
- Delphos
- Lima

## Wioski
- Beaverdam
- Bluffton
- Cairo
- Elida
- Fort Shawnee
- Harrod
- Lafayette
- Spencerville